# 방가 왕국
방가(산스크리트어: वाङ्ग)는 인도 아대륙의 갠지스 삼각주에 위치한 지정학적 지역 및 해당 지역에 있었던 고대 인도아리아인 왕국을 가리킨다. 오늘날 방글라데시 남서부와 인도의 서벵골주 남부에 위치했던 방가는 벵골의 어원이 되었으며, 고대 인도의 서사시 및 이야기뿐만 아니라 스리랑카의 역사에서도 비중있게 언급되고 있다.
방가는 아마도 수많은 그리스-로마 작가들이 언급한 강가리다이 제국의 중심지였던 것으로 추정된다. 고대 방가 왕국의 정확한 수도는 밝혀지지 않았다. 굽타 제국 이후 고대 벵골은 가우다 왕국과 방가 왕국 두 개의 독립 국가로 분할되었으며, 고고학자들은 오늘날 방글라데시에 위치한 코탈리파라가 이때 독립한 방가 왕국의 수도였을 것으로 추정하고 있다.
인도와 그리스-로마 작가들은 방가의 전투 코끼리에 대해 언급하고 있다. 방가는 인도 역사상 강력한 해군을 지녔던 국가로 알려져 있다. 인도의 두 가지 주요 산스크리트어 서사시 중 하나인 마하바라타에서 방가에 대한 많은 언급이 존재하며, 다른 서사시인 라마야나에서는 방가 왕국을 코살라의 동맹국으로 언급하고 있다.

## 역사
방가 왕국은 북부흑광도기 시대에 갠지스강 하류 델타에서 등장했다. 이 왕국은 해군 함대를 통해 델타의 많은 섬을 지배하고 해외 탐험에 나섰다. 고대 인도 기록에 따르면 방가는 선원들의 중심지였다. 기원전 5세기, 방가 국왕 싱하바후의 아들 비자야는 벵골만을 건너 스리랑카로 가 탐바판니 왕국을 세웠다. 이 왕국의 종교적 전통에는 불교, 자이나교, 힌두교가 포함되었다.

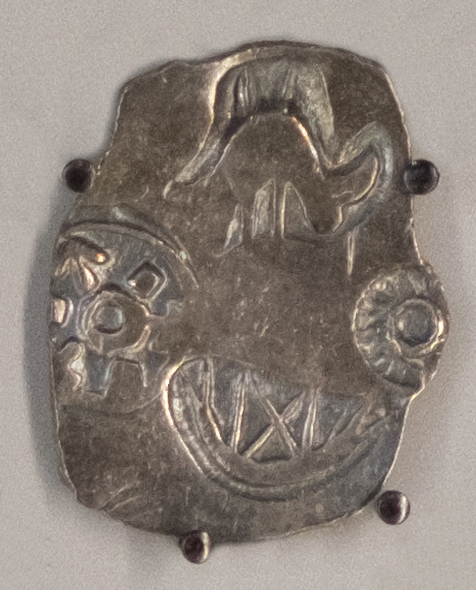
기원전 400~300년경 방가 주화.

방가는 차나키야가 저술한 아르타샤스트라에서 행정 단위로 기록되어 있다. 칼리다사는 방가가 주목할 만한 해군력을 갖춘 곳으로 묘사한다. 또한 방가 내의 행정 구역에 관한 기록이 있는데, 여기에는 "우파방가"(작은 방가)라는 지역이 있으며, 이는 제세르에 해당하며 숲이 우거진 지역은 순다르반들로 불린다.

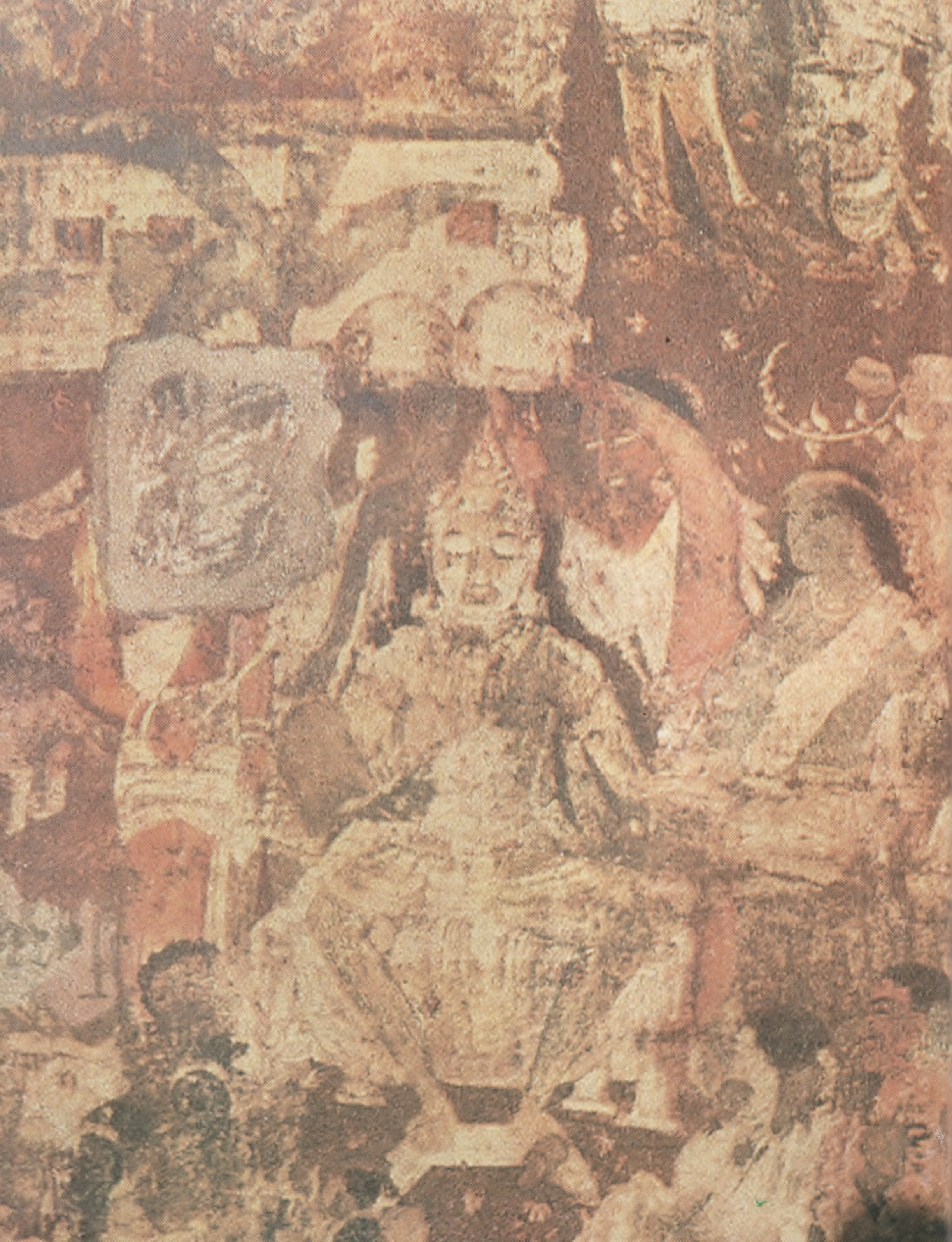
방가 왕자 비자야가 랑카섬의 왕으로 즉위하는 대관식을 묘사한 서인도의 아잔타 동굴의 벽화.

방가 왕국의 통치자들은 대부분 알려지지 않았다. 기원전 2세기 이후 이 영토는 마우리아, 굽타, 가우다, 카드가, 팔라, 찬드라, 세나, 데바 등 역대 인도계 제국들의 일부가 되었다. 방갈라라는 용어는 종종 영토를 지칭하는 데 사용되었다. 예를 들어, 남인도 촐라 왕조의 비문은 벵골 사마타타 지역의 찬드라 왕조와의 전쟁 중에 이 지역을 방갈라데샤라고 불렀다. 무슬림의 벵골 정복 후 이 지역은 방갈라로 불렸다.

## 지리
방가의 핵심 지역은 동쪽의 파드마-메그나강과 서쪽의 바기라티-호글리강 사이에 놓여 있었다. 동쪽에는 1947년 이전의 제소르구를 제외한 현대 방글라데시 쿨나주, 즉 파침 (서쪽) 방가 및 바리살주에 있는 우파방가와 다카주의 남서부 지역이 포함되었다. 서쪽에는 서벵골이 포함되었으며 부르드완 지방 및 메디니푸르 지방으로 확장되었을 수 있다. 이웃으로는 동쪽의 사마타타, 북쪽의 푼드라바르다나, 서쪽의 마가다, 앙가, 수흐마, 라다 등이 있었다.
방가 왕국은 갠지스 삼각주의 여러 섬과 순다르반스 맹그로브 숲을 포함했다.

## 유적
찬드라케투가르와 와리-바테슈와르 유적은 이 왕국의 주요 유적지이다.

## 마하바라타의 방가 왕국

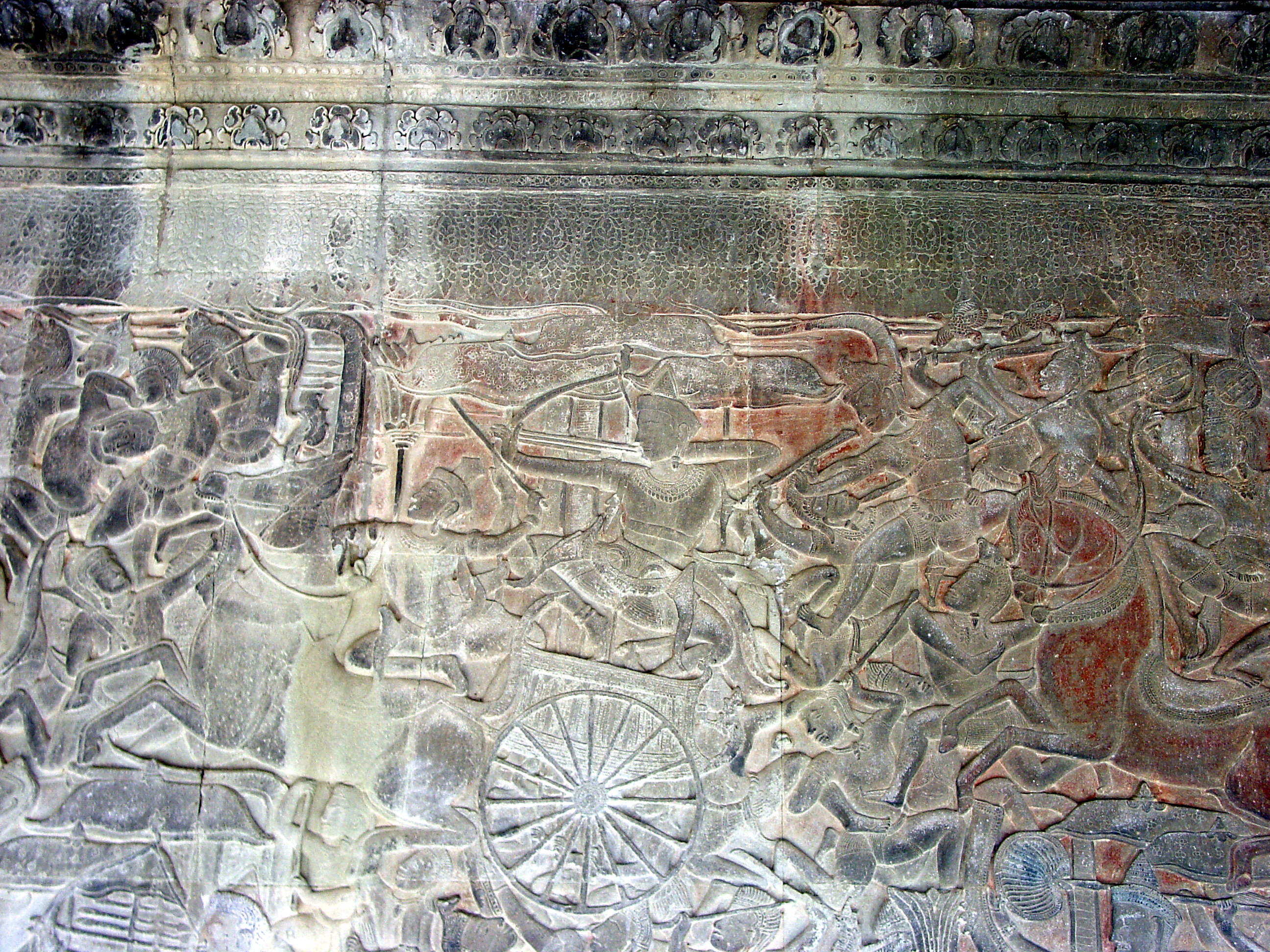
앙코르와트에 있는 마하바라타의 쿠루크셰트라 전쟁의 장면들.

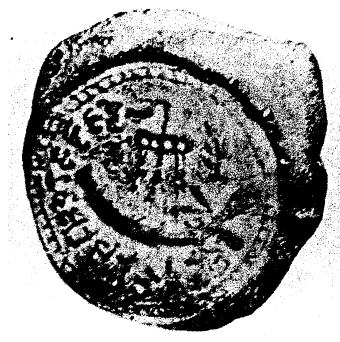
인도 서벵골주 찬드라케투가르에서 발견된 배의 테라코타 인장.

(6장 9절)에, 고대 인도의 바라타바르샤에서는 앙가, 방가, 칼링가가 가까운 왕국으로 언급되었다. 아르주나는 고대 인도 전역을 12년 동안 순례하는 동안, 방가와 칼링가에 있는 신성한 물의 모든 지역과 그곳에 있는 모든 신성한 궁전들을 방문했다.
앙가, 방가, 칼링가, 푼드라 그리고 수마의 창시자들은 공통된 조상을 가지고 있었다. 그들은 모두 기리브라자와 가까운 마가다에 살았던 고타마 디르하타마스라는 현자가 낳은 발리(발리)라는 왕의 입양된 아들들이었다. 다른 문헌에 따르면, 발리 왕에게는 후손이 없었기 때문에, 이로써 리쉬 디르하타마스가 니요가를 통해 아이들을 낳았고, 따라서 발리의 아내의 뱃속에서 다섯 아들이 태어났다고 한다.

### 방가로 떠나는 다른 모험
카슈미르, 다라다, 쿤티, 크슈드라카, 말라바, 앙가, 방가, 칼링가, 비데하, 탐랄리프타카, 락쇼바, 비타호트라, 트리가르타, 마르티카바타는 모두 바르가바 라마에게 완패했다.(7:68)
카르나는 앙가족, 방가족, 칼링가족, 만디카족, 마가다족, 카르카칸다족, 아바시라족, 요디야족, 아히크샤트라족을 거느렸다(3:252).
바수데바 크리슈나는 앙가, 방가, 칼링가, 마가다, 카시, 코살라, 바트야, 가르야, 카루샤, 파운드라를 정복했다고 언급했다.(7:11)
아르주나는 쿠루크셰트라 전쟁 이후 군사 작전에서 방가족, 푼드라족, 코살라족을 물리쳤다(14:82).

### 유디슈티라로의 조공
앙가, 방가, 푼드라의 왕들은 유디슈티라의 궁정에 참석하였다.(2:4) 방가, 앙가. 파운드라, 오드라, 촐라, 드라비다, 안드라 왕들은 유디슈티라에게 공물을 바치는 것으로 언급되었다(3:51). 이 선량하고 부유한 크샤트리아들은 일반 씨족에 분배되어 무기 사용에 훈련을 받은 크샤트리아들로, 수십만 명이 유디슈티라 왕에게 공물을 바쳤다. 방가 왕과 칼링가 왕과 마가다 왕과 탐랄리프타카 왕과 수푼드라 왕과 다우발리카 왕과 사가라카 왕과 파트로르나 왕과 사이사바 왕과 셀 수 없이 많은 카르나프라바라 왕들이 문 앞에서 기다리고 있는 것이 발견되었다(2:51).

### 쿠루크셰트라 전쟁
방가 육군은 전투 코끼리를 다루는 데 능숙했다. 그들은 전쟁 때 카우라바 편을 들었다.
방가는 칼링가와 함께 쿠루크셰트라 전쟁 (8:17)에서 두료다나의 편을 들었다. (7:158) 그들은 카우라바 군대의 일부로 언급된다. 코끼리 싸움에 능숙한 많은 최전선의 전투원들은 동방군, 남방군, 앙가군, 방가군, 푼드라군, 마가다군, 탐랄리프타카군, 메칼라군, 코살라군, 마드라군, 다샤르나군, 니샤다군이 칼링가군과 연합했다 (8:22). 사티야키는 방가 왕의 코끼리의 목숨을 앗아갔다 (8:22).
바가다타는 쿠루크셰트라 전쟁에 참전한 프라그죠티샤 왕국의 통치자로 언급되었다.
두료다나의 뒤에는 언덕처럼 거대한 만 마리의 코끼리가 있었고, 방가의 통치자가 뒤따랐다(6:92). 방가의 통치자(바가닷타)는 언덕처럼 거대한 코끼리를 타고 가토트카차의 라크샤사들을 향해 달렸다. 전장에서 바가닷타는 엄청난 속도의 거대한 코끼리를 타고 두료다나의 차 맨 앞자리에 앉았다.
방가의 총명한 왕이 (두료다나의 차로) 가는 길을 바라보면서 가토트카차의 눈은 분노로 붉어졌다. 그는 그 코끼리를 향해 거대한 다트를 던졌다. 가토트카차의 팔에서 던져진 화살에 맞은 코끼리는 피투성이가 된 채 큰 고통에 시달리다 쓰러져 죽었다. 그러나 방가의 강력한 왕은 그 코끼리에서 재빨리 뛰어내려 땅에 내려앉았다(6:93).

### 방가의 왕
(2:29)에는 사무드라세나와 차드라세나 두 명의 통치자가 언급되었다. 이들이 방가 왕국의 통치자였는지는 분명하지 않다. (2:43)에는 카르나가 앙가와 방가의 통치자로 언급된다. (2:14)에는 방가, 푼드라, 키라타의 왕으로 자라산다의 동맹이자 바수데바 크리슈나의 적인 파운드라카 바수데바가 언급된다. (8:22)에는 바가다타가 방가의 통치자로 언급된다.
아마도 이 모든 통치자들은 방가의 영토에 이해관계가 있었을 것이다. 그들 모두 마하바라타의 다른 구절들에서 이웃한 방가의 왕국들을 통치한 것으로 언급되었다. 바가다타는 방가의 북쪽에 있는 프라그죠티샤 왕국의 통치자였다. 판드라카 바수데바는 방가의 동쪽에 있는 푼드라 왕국을 통치했고 카르나는 방가의 서쪽에 있는 앙가 왕국을 통치했다.

### 기타 언급
칼링가 왕과 방가 왕은 판찰라 공주의 스와얌바라에 푼드라 왕 바수데바와 함께 참석한 것으로 언급되었다.